# Dr. Slump
Dr. Slump (Dr.スランプ, Dokutā Suranpu; pronunciat "Doctor Slump") és un manga i anime japonès d'Akira Toriyama, qui després va crear Bola de Drac. Dr. Slump narra les aventures del professor Senbei Norimaki i de la seua creació, un robot amb forma de xiqueta de 13 anys anomenada "Arale".
Quan va aparèixer el manga a les pàgines de la revista Shōnen Jump de Shūeisha, el gener del 1980, el seu autor era un desconegut pel gran públic. L'acceptació d'aquest manga va ser massiva i poc després, el 8 d'abril de 1981, es va estrenar el primer episodi de la sèrie d'animació. Se'n van recopilar 18 volums, i la sèrie de televisió va sobrepassar els 240 episodis, acabant al Japó el 19 de febrer de 1986. Televisió de Catalunya va ser la primera televisió que va emetre aquesta sèrie en català a partir del 12 de gener de 1987. Entre 1993 i 1996 també ho va fer Televisió Valenciana.
El 1993 van ser represos tant el manga com l'anime. Aquesta vegada el manga, en color, va ser escrit per Takao Koyama i dibuixat per Katsuyoshi Nakatsuru i publicat en la revista V-Jump de Shūeisha, acabant aquest al setembre de 1996. L'anime no va aconseguir molta popularitat i només va comptar amb 40 episodis exclusius per al Japó. També va haver-hi una segona temporada (tercera per al Japó), aquesta vegada bastant més popular, novament escrita per Takao Koyama però dibuixada per Tadayoshi Yamamuro, sortint a l'aire per primera vegada el 27 de novembre de 1996.
Planeta Cómic va començar a publicar el manga en català l'any 2022 en la seva edició kanzenban.

## Argument
Dr. Slump narra les aventures del professor Sembei Norimaki i de la seva creació, un robot humanoide amb forma de nena de 13 anys anomenada Arale Norimaki, qui manca de sentit comú i té una força extraordinària. La majoria de les històries transcorren a la Vila del Pingüí, on cap dels seus habitants sap que l'Arale és, en realitat, un robot. La sèrie està plena de personatges de tota classe, des de bebès prehistòrics alats fins a un porc de parla anglesa.

## Personatges

### Família Norimaki
- Arale Norimaki (則巻アラレ, Norimaki Arare): la protagonista de Dr. Slump, és un androide creat per Sembei Norimaki. Manca de sentit comú però té una força extrema i una personalitat molt energètica i innocent. També té extraordinàries habilitats en càlculs matemàtics i ningú a la Vila del Pingüí sap que es tracta d'un robot.
- Sembei Norimaki (則巻千兵衛, Norimaki Senbei) (malanomenat Doctor Slump): científic geni (així es considera ell mateix) i inventor. Creador de molts artefactes enginyosos per poder facilitar les seves tasques diàries. Té 28 anys i és solter. Si bé a l'Arale, una altra de les seves creacions, la presenta com a germana seva, fàcilment se la podria considerar com la seva filla.
- Gatchan Norimaki (則巻ガジラ, Norimaki Gajira) (Menjatot a la versió del Canal 9): un bebè amb ales, antenes, una sorprenent voracitat pel metall i altres objectes i superpoders més enllà de la comprensió, que en Sembei Norimaki va portar del passat amb la seva màquina del temps. La criatura es trobava dins d'un ou que es va obrir a casa seva. Si bé no és clar si Gatchan és nen o nena, el que si ho és, és que quan no juga amb l'Arale, està amb Bazara, Agira i altres monstres famosos del cinema del Japó, que aquí apareixen de l'altura d'Arale o més petits. En realitat Gatchan és un querubí enviat per Déu a la Terra, el que explicaria els seus superpoders, i la capacitat de menjar metall la hi va donar Déu perquè en el futur es mengés les armes de destrucció creades per l'ésser humà.
- Midori Yamabuki (山吹みどり): la bellíssima professora de l'Arale i els seus amics, que ensenya a tots els seus alumnes sense distinció. El seu destacat atractiu físic i la seva llarga cabellera rossa no són res comparats amb el plaer que dona la seva companyia, i encara que en moments sigui una dona de caràcter, la majoria del temps enlluerna a tots els homes, i en Sembei no és un cas a part. La Midori és la dona dels seus somnis i durant la sèrie aquest farà tot el possible i impossible per conquistar-la o simplement passar temps amb ella. Més endavant en la sèrie aquesta relació acaba en matrimoni i dona com a resultat un nen anomenat Turbo que té superpoders i també pot volar i tot i que és bàsicament un infant, és un geni (apareix a Dragon Ball amb la resta de l'elenc).
- Turbo Norimaki (則巻ターボ, Norimaki Tābo): és el primer fill d'en Sembei Norimaki. Acabat de néixer, ja viatjava amb el seu pare, i en Sembei es va encantar en un lloc a observar a unes dones. En Turbo va sortir del cotxe, gatejà i a l'anar una mica lluny va morir, ja que va ser atropellat per una nau espacial. Els extraterrestres salven a en Turbo amb la seva tecnologia i el deixen allà. En Sembei s'adona que en Turbo no hi és i el busca, tot acaba amb un escàndol tot i que al final el troben. Després d'això en Turbo va començar a desenvolupar poders i una intel·ligència sorprenent. Té la capacitat de parlar, a més de la intel·ligència, telequinèsis, teleportació i volar, entre d'altres.
- Home de Caramel Número 4 o Obocaman (Obotchaman): Robot que al principi era enemic de l'Arale Norimaki perquè el seu creador, el Dr. Mashirito, vol conquistar el món i en Sembei, la Gatchan i l'Arale (conscient o inconscientment) no li deixen. Llavors ell va fer un robot noi amb el mateix mecanisme de l'Arale i al final en Mashrito s'enfada amb ell perquè l'Home de Caramel Número 4 es va enamorar de l'Arale. El va acomiadar i aquest es va posar Obokaman de nom, i va passar a ser amic de l'Arale, la Gatchan, la Midori i en Sembei. Als 2 dies de ser amics l'Obokaman es va enamorar de l'Arale, però no s'atrevia a dir-li. Una vegada que l'hi va dir, l'Arale es va quedar sense robovitamina A i no el va escoltar. Després de recuperar-se, l'Obokaman mai s'ha sentit capaç de dir-li-ho però vol dir-li d'alguna manera. Té un rival, en Punxo, que es va enamorar de l'Arale a primera vista però segur que l'Obokaman i en Punxo mai s'atreviran a dir-li i l'Arale l'únic que vol són uns pits més grans, míssils o volar com la Gatchan. Es casa amb l'Arale i té un bebè construït per en Sembei.

### Família Kimidori
- Akane Kimidori (木緑あかね, Kimidori Akane): és la millor amiga de l'Arale, té grans canvis d'actitud, és la clàssica bromista empedreïda i rebel, maquina plans absurds que es combinen perfectament amb el caràcter erràtic de l'Arale, encara que moltes vegades acaba excedint-se amb les seves entremaliadures i acaba canviant el bon actuar de la nena robot i ambdues paguen el preu. Té una germana major, l'Aoi Kimidori, que treballa en una cafeteria. Ha aparegut al costat d'altres personatges de Dr. Slump en alguns capítols de Dragon Ball.
- Aoi Kimidori (木緑葵, Kimidori Aoi): És la germana gran de l'Akane, treballa en una cafeteria, no té massa aparició a la sèrie.
- Kon Kimidori (木緑紺, Kimidori Kon): És el pare de l'Akane i l'Aoi.
- Murasaki Kimidori (木緑紫, Kimidori Murasak): Mare de l'Akane i l'Aoi, sempre està remenant el seu cul d'una manera sexy; realment és la germana menor de la mare d'en Taro i d'en Peasuke.

### Família Soramame
- Taro Soramame (空豆タロウ, Soramame Tarō) i Peasuke Soramame (空豆ピースケ, Soramame Piisuke): són dos germans fills d'un perruquer de la Vila del Pingüí, Kurikinton, que apareix constantment. En Taro és com el nuvi de l'Akane però com és d'esperar-se és una relació irremeiablement inestable i més que res és una estranya amistat; el jove, aparenta ser el clàssic noi rebel i cool amb ulleres de sol i tot, però en realitat no és més que un bon subjecte víctima del comportament de les dues entremaliades. Després en Taro s'enamora de la Tsururin, que després es convertirà en la seva esposa. En Peasuke és el germanet menor d'en Taro, sempre fa servir el seu barret d'os rentador i deixa alguna cosa ben clara, i és que per l'únic motiu pel qual no s'espanta de la seva ombra és perquè va néixer amb ella.
- Kurikinton Soramame (空豆クリキントン, Soramame Kurikinton): És el pare d'en Taro i en Peasuke, i és el perruquer de la ciutat. És una altra de les bogeries d'en Toriyama (la cara d'en Kurikinton és una caricatura de l'actor Clint Eastwood).
- Mame Soramame (空豆まめ, Soramame Mame): És la mare d'en Taro i en Peasuke, usa una gorra com la d'en Peasuke.

### Família Tsun
- Tsururin Tsun (摘鶴燐, Tsun Tsururin): Una noia xinesa amb poders sobrenaturals. En Taro n'està enamorat, però si la toca el noi o ella el toca perd els poders. Té gairebé la mateixa alçada que l'Arale.
- Tsukutsun Tsun (摘突詰, Tsun Tsukutsun): Germà menor de la Tsururin (però molt més alt que ella) i nòvio de l'Akane. Si el toca una noia de debò es transforma en un tigre, i només torna a ser humà quan el toca un noi de debò.
- Tsuruten Tsun (摘鶴天, Tsun Tsuruten): El pare de la Tsururin i en Tsukutsun. Congenia bé amb en Sembei, ja que són caràcters semblants (ambdós són pervertits), i també és inventor, encara que no tan original com en Sembei.
- Tsuntsunodanoteiyugo Tsun (摘詰角田野廷遊豪, Tsun Tsuntsunodanoteiyūgō): La mare de la Tsururin i en Tsukutsun, té nom de cotxe, i no suporta les porcades del seu marit.

### Personatges recurrents
- Kinoko Sarada (皿田きのこ, Sarada Kinoko, "Amanida de xampinyons", "Xampinyoneta"), una nena mal ensenyada d'ulleres de sol que és summament rebel, estima el seu tricicle de Masked Rider, detesta l'antiquat i afirma ser la noia més moderna de tota la Vila del Pingüí, encara que tingui encara problemes d'esfínters i altres coses pròpies de la seva edat. Coses que dissimula molt bé canviant de tema o insultant, cada vegada que és espantada per l'Arale es fa pipí dient "he vessat tantes gotes de la meva joventut".
- Chibil Pipi (Chiquidiable) és un nen diablet amic de la protagonista, que sempre fa maldats i camina muntat al seu fidel drac. Es dedica a causar infinitat de desastres per plaer, però és sempre captivat per la bondat de l'Arale. Molta gent opina que el segell distintiu d'en Toriyama d'incloure paròdies està també present aquí, sota la forma d'aquest petit diablet, ja que tota la trama és molt similar a la del diable Mefisto i la seva filla Heckett de l'anime Ribbon no Kishi creat per Ozamu Tezuka. En una ocasió salva en Sembei i l'Arale d'anar a l'infern.
- Donbe és una entremaliada guineu amiga de l'Arale que té la capacitat de convertir-se en tota classe de coses, animals i persones, i generalment es fica en problemes per això.
- Família Goril·la: Una família de goril·les amics de l'Arale i els altres. Una vegada van confondre en Sembei amb el seu pare, que creien que es va morir, però estava tancat en un lloc i l'Arale el va salvar. La goril·la mare té 38 fills petits i 1 de gran.
- Caca: és bona amiga de l'Arale, que sempre li fa "Txun, Txun"
- Son Goku: Ell és el protagonista de Bola de Drac, no és un personatge fix en la sèrie, sinó que apareix en algunes ocasions. Arriba a la Vila del Pingüí perseguint a l'exèrcit de la Cinta Vermella. Perd una bola de drac i el seu radar es trenca, pel que es queda uns dies al poble. Després d'aconseguir les boles de drac, invoca en Shenron, però un camperol demana un desig abans que ell, pel que se'n va a buscar les boles de drac pel món.
- Rei Nikochan (ニコチャン大王, Nikochan Daiō) : El rei del planeta Nikochan. Té el seu cul al cap, el seu nas són les antenes, i les orelles les té als peus. Pensa conquistar el planeta Terra però és sabotejat per l'Arale i la Gatchan que es menja la seva nau. Acompanyat del seu servent, sempre cerca la manera d'aconseguir diners per comprar una nau espacial. Després de molt sofrir tornen al seu planeta, però amb un gran problema.
- Servent del Rei Nikochan (ニコチャン家来, Nikochan Kerai) : Servent del rei Nikochan que el segueix a tot arreu, porta ulleres i és molt més llest que el rei.
- Dr. Mashirito (マシリト) : El personatge és inspirat en l'editor del manga. És l'enemic d'en Sembei i l'Arale, sempre fa Homes de caramel per a destruir-los.
- Toriyama (マシリト) : El creador de la sèrie apareix amb freqüència a la història, representat generalment per un ocell, un robot, o un home que fa servir una màscara quirúrgica. També, en el vol. 8, fa una carrera El gran prix de la Vila del Pingüí. L'Arale guanya però en Toriyama diu que el guanyador ha estat ell. En general juga amb els personatges, altres vegades és amenaçat per ells perquè faci que es compleixin els seus somnis o perquè els dibuixi millor. Constantment crea esdeveniments per ocultar secrets o per enriure-se'n d'ells.

### Els superherois
- Ultraman és una paròdia al superheroi japonès, que en realitat és un nen estrany i amb superpoders, que va a l'escola amb l'Arale i per un o un altre motiu sempre està a l'hora en què clareja a la Vila del Pingüí, poc abans que el sol badalli i que dos corbs bojos cantin: -Babau -Babau; i marxin de l'escena, després d'això Ultraman canta.
- Suprunaman és una paròdia a l'Home d'Acer de DC Comics, que vola però prefereix traslladar-se en patinet. Encara que molts superherois no necessiten cap mena de transformació abans d'actuar, ell sí que la requereix. És un home baix amb ulleres que porta un supervestit sota la seva roba igual que en Clark Kent, però en comptes de tenir un porta-folis ple de notes de reporter, carrega a la seva esquena una motxilleta de cuir on porta un pot de prunes àcides i cartutxos de dinamita. L'Arale l'admira, ja que sempre està disposat a castigar el mal, a lluitar per la justícia i a fer volar a tot aquell que es burli de la seva persona. En realitat, però, tot sovint resulta grotesc i prepotent i sol acabar quedant merescudament en ridícul.
- Igual que en Suprunaman, Panzan i l'agent secret van ser construïts sobre la base d'un sistema de paròdia. Un és l'"insuperable i poderós Rei de la Selva", encara que en realitat no és insuperable, ja que l'Arale sempre el venç. I l'altre és el superagent secret que en realitat és un "super-recol·lector" i un agent de salubritat.

## Ubicacions
- La Vila del Pingüí (ペンギン村, Pengin Mura): és el poble fictici on transcorren la majoria de les històries de Dr. Slump. Està situada en una illa fictícia, anomenada Gengoro (ゲンゴロウ島, Gengorō Tō), de terreny muntanyós. S'ha dit que està a Nagoya, encara que originalment l'illa està situada al Dragon World. Té una barreja de trets japonesos i tropicals. Compta amb una estació de policia, un banc, una escola (on no s'estudia, només s'hi assisteix), un hospital, un zoològic, una cafeteria, una barberia (on treballa la família Soramame) i altres botigues comercials; a més dels habitatges. La seva població fixa és de 50 habitants i altres tants ocasionals. Poblat per humans i altres éssers humanoides (incloent-hi la Lluna i el Sol). També s'hi poden trobar animals amb característiques prehistòriques.

## Contingut de l'obra

### Anime
El manga de Dr. Slump va ser adaptat en dues sèries de televisió d'anime separades per Toei Animation, totes dues emeses a Fuji TV. El primer, Dr. Slump - Arale-chan (Dr.スランプ アラレちゃん), es va emetre del 8 d'abril de 1981 al 19 de febrer de 1986 i va tenir 243 episodis. El segon anime, titulat simplement Doctor Slump (ドクタースランプ), es va emetre del 26 de novembre de 1997 al 22 de setembre de 1999 i va tenir setanta-quatre episodis.
L'anime es va doblar en català per Televisió de Catalunya, el qual es va començar a emetre el 12 de gener de 1987. Entre 1993 i 1996 també ho va fer Televisió Valenciana.

#### Repartiment de l'anime
| Personatge       | Veu original    | Veus a TVC                                                       | Veu a Canal 9    |
| ---------------- | --------------- | ---------------------------------------------------------------- | ---------------- |
| Arale Norimaki   | Mami Koyama     | Núria Mediavilla / Ana Pallejà / Marta Barbarà / Ana Maria Camps | Miryam Giner     |
| Senbei Norimaki  | Kenji Utsumi    | Pep Torrents / Ramon Puig                                        | Edu Borja        |
| Gatxan/ Menjatot | Seiko Nakano    | Luisita Soler / Diana de Guzmán                                  | Manola Roig      |
| Sta. Yamabuki    | Mariko Mukai    | Teresa Manresa / Carme Canet                                     | Marina Viñals    |
| Akane Kimidori   | Kazuko Sugiyama | Maria Moscardó / Teresa Soler / Mayte Supervia                   | Rosa López       |
| Taro Soramame    | Toshio Furukawa | Pep Sais / Gal Soler / Lluís Gavaldà                             | Benja Figueres   |
| Pisuke Soramame  | Naomi Jinbo     | Núria Domenech / Margarida Gual / Gemma Laborda                  | Mari Carme Giner |
| Rei Nikochan     | Hiroshi Otake   | Joan Velilla / Alfred Lucchetti                                  | Felip Bau        |
| Obokaman         | Mitsuko Horie   | Roser Contreras                                                  | (desconegut)     |

#### Temes musicals
Sintonia d'inici
1. "Waiwai World" per Ado Mizumori i el grup Koorogi '73.[7] Les versions de TVC van ser interpretades per Mari Carme Ros[8] i la versió de Canal 9 va ser interpretada per Maria José Peris.[9]
2. "Waiwai Koushinkyoku" per Mami Koyama.[7] La versió de TVC va ser interpretada per Roser Contreras i Anna Maria Camps.[10]

Sintonia final
1. "Ara Ara Arale-chan" per Ado Mizumori i Koorogi '73.[7] La versió de TVC va ser interpretada per Maria Carme Ros.[8]
2. "Arale-chan Ondo" per Mami Koyama[7]
3. "Ichiban Hoshi Miitsuketa" per Ado Mizumori.[7] La versió de TVC va ser interpretada per Roser Contreras.[10]
4. "Anata ni Shinjitsuichiro" per Mitsuko Horie[7]

En valencià es va compondre un tema nou, interpretat per Enric Puig.
Cançó inserida
"Pa Pa Perma no Uta" (パパパーマのうた) per Kazuko Sugiyama (episodis 8,13,20)

### Manga
Dr. Slump d'Akira Toriyama es va començar a publicar originalment a l'antologia de manga shōnen Weekly Shōnen Jump del 4 de febrer de 1980 (número 5/6) al 10 de setembre de 1984 (número 39). Els seus 236 capítols individuals van ser recollits en 18 volums tankōbon per l'editor Shueisha sota el segell Jump Comics. Es va tornar a muntar en format d'edició aizōban de 9 volums el 1990, una edició bunkoban de 9 volums el 1995, i una edició kanzenban de 15 volums el 2006. Planeta Cómic va començar a publicar el manga en català l'any 2022 en la seva edició kanzenban.
Després que Dr. Slump acabés el 1984, els seus personatges van tornar per fer un gran cameo a la següent sèrie de Toriyama, Bola de Drac, en la qual l'Arale i en Son Goku s'uneixen breument per derrotar el General Blue durant la saga de l'Exèrcit de la Cinta Vermella. Un manga de seguiment del Dr. Slump va ser escrit per Takao Koyama i il·lustrat per Katsuyoshi Nakatsuru, amb la supervisió de Toriyama. Va ser serialitzat a V Jump del 21 de febrer de 1993 fins a setembre de 1996 amb el títol d'El breu retorn del Dr. Slump (ちょっとだけかえってきたDr.スランプ, Chotto Dake Kaettekita Dokutā Suranpu). Va ser recollit en quatre volums tankōbon.
Per promoure el llançament del primer Box de DVD de l'anime Dr. Slump - Arale-chan, Akira Toriyama va il·lustrar un one-shot spin-off a color titulat Dr. Mashirito - Abale-chan (Dr.MASHIRITO ABALEちゃん) publicat a la publicació d'abril de 2007 de la Monthly Shōnen Jump. La història se centra al voltant d'una versió malvada de l'Arale, anomenada Abale, que va ser creada pel Dr. Mashirito Jr.

## Curiositats
- A la pel·lícula El Superguerrer Son Goku, hi ha un pòster de l'Arale en l'habitació d'en Gohan.
- La Miyako Inoue, de Digimon 02, té una gran semblança amb l'Arale, així com la Lucca de Chrono Trigger (encara que òbviament de major grandària).

## Aparicions de personatges de Dragon Ball
- Son Goku: capítols 4, 54, 55, 56, 57, 74.
- Sergent Murasaki: capítols 54 i 55
- El Comandant blau: capítols 56 i 57)
- Shenron: flashback capítol 54 i 57
- El Rei Enma: capítols 64 i 74